# Stan Malinowski
Stan Malinowski (Chicago, 2 novembre 1936) è un fotografo statunitense.

## Biografia
Stan Malinowski nasce a Chicago nel 1936. Studia alla Loyola university e si laurea in ingegneria, psicologia e fotografia, i suoi Maestri sono Harry Callahan e Aaron Siskind. Il suo primo incarico importante lo ottiene da Playboy  nel 1963, la collaborazione con la rivista di Hugh Hefner dura alcuni anni. All'inizio degli anni '70 Malinowski passa alla rivista concorrente Penthouse.. Bob Guccione, l’editore di Penthouse è  anche proprietario di Viva, una rivista di moda che ha come redattrice moda Anna Wintour. Malinowski ha modo di collaborare con la giovane Anna Wintour e dopo poco viene chiamato a Vogue America da Rochelle Udell e Alexander Liberman. Lo stile di Malinowski, gioioso e spontaneo, e la sua abilità di rendere luminosi i toni della pelle con un sapiente mix tra luce flash e luce naturale, rendono facile il passaggio dal glamour all’alta moda. 
Nel corso dei successivi 20 anni Malinowski lavora per molte fra le più importanti riviste di moda, tra cui le edizioni internazionali di Vogue, Harper’s Bazaar America e le edizioni francesi ed Italiane di Bazaar, queste ultime in collaborazione con la caporedattrice Lizzette Kattan. Malinowski fotografa tutte le più famose modelle degli anni ‘70 ed ’80: Iman, Janice Dickinson, Kelly Le Brock, Andie MacDowell, Christie Brinkley e Cindy Crawford .  É Stan Malinowski insieme  a Francesco Scavullo e Chris von Wangenheim a fare di Gia Carangi una delle prime star models. L’ultimo servizio fotografico di  moda scattato da Malinowsky è del 2011, attualmente Stan vive a Chicago con i suoi cani.

## Opere
- Born This Way: Friends, Colleagues, and Coworkers Recall Gia Carangi, the Supermodel, CreateSpace Independent, 2015.
- Nude - The Art of Women, con Carrie Leigh, Carrie Leigh Publishing, 2007.
- Contemporary American Erotic Photography Volume 1, con Carrie Leigh, Melrose, 1984.

## Pubblicazioni
- Vogue Italia
  - 1978 : gennaio, febbraio, ottobre
  - 1980 : marzo, settembre
  - 1981 : marzo,
- Vogue America
  - 1977 : luglio, agosto, novembre, dicembre
  - 1978: febbraio, settembre
  - 1979 : aprile, giugno, novembre, ottobre, dicembre
  - 1980 : maggio, luglio, giugno, dicembre
  - 1981 : febbraio
  - 1982 : marzo
  - 1984 : luglio
  - 2012 : settembre
- Harper’s Bazaar
  - 1982 : marzo
  - 1983 : marzo
  - 1984 : settembre
- Harper’s Bazaar Francia
  - 1985 : marzo
- Photo Francia
  - 1984 : gennaio, marzo
- Photo Giappone
  - 1984 : agosto
- American Photo
  - 2006 : novembre
- Photo Italia
  - 1984 : ottobre
- Penthouse uk
  - 1976 : gennaio
- Penthouse Francia
  - 1994 : agosto
- Penthouse America
  - 1976 : dicembre
- Playboy America
  - 1963 : agosto
  - 1964 : agosto
  - 1981 : agosto
  - 1984 : dicembre
- Self
  - 1980 : novembre

## Mostre
- From Fantasy to Fashion, Madron Gallery, Chicago, 2008
- Icons of fashion, Stamps school of art & design, Ann Arbour Michigan , 2015 [7]
- Passion and Fantasy through the Photographic Lense, Madron Gallery, Chicago, 2020[8]